# 叭哩沙撫墾局
叭哩沙撫墾局為台灣撫墾局轄下的地方分支單位，成立於1886年的台灣清治時期末，為宜蘭地區山地行政的權責機關，原址約在今日三星鄉警察分局的位置。
該局轄下統轄阿里史分局與蘇澳分局。局裏設撫墾委員、文案司、帳房司、番婆、通事、剃頭匠等人員，同時設立隘勇營(官兵300、土勇200)屯營於帝君廟(鎮安宮)，以防備南澳群泰雅族人。